# Loujain Alhathloul
Loujain Alhathloul (en español escrito también 'al Hathloul' y en árabe: لجين الهذلول‎) (Yeda, 31 de julio de 1989) es una activista saudí de los derechos de la mujer, figura de las redes sociales que fue presa política. Se graduó en la Universidad de Columbia Británica.  Al-Hathloul ha sido detenida y puesta en libertad en varias ocasiones por desafiar la prohibición de que las mujeres conduzcan en Arabia Saudí y fue detenida en mayo de 2018, junto con varias destacadas activistas por los derechos de las mujeres, bajo la acusación de "intentar desestabilizar el reino" tras ser efectivamente secuestrada en los Emiratos Árabes Unidos (EAU). En octubre de 2018, su marido, el cómico saudí Fahad Albutairi, también había sido devuelto a la fuerza desde Jordania al Reino y estaba detenido.
Al-Hathloul ocupó el tercer lugar en la lista de "Las 100 mujeres árabes más poderosas de 2015". En marzo de 2019, PEN America anunció que Nouf Abdulaziz, al-Hathloul y Eman al-Nafjan recibirían el Premio PEN America/Barbey Freedom to Write 2019. Al-Hathloul fue nombrada una de las "100 personas más influyentes de 2019" de la revista Time. Al-Hathloul fue nominada al Premio Nobel de la Paz en 2019 y 2020. En abril de 2021, fue anunciada como ganadora del Premio Václav Havel de Derechos Humanos 2020. Quedó en libertad el 10 de febrero de 2021.

## Activismo por los derechos de las mujeres
Alhathloul encabezó el movimiento «Women to drive» en Arabia Saudita, que protestaba en contra de la prohibición de las mujeres a conducir automóviles que regía en el país. Asimismo se ha opuesto al sistema de tutela masculina saudita.
El 1 de diciembre de 2014, fue arrestada y encarcelada durante 73 días tras intentar cruzar la frontera conduciendo su coche desde los Emiratos Árabes Unidos a Arabia Saudita acusada de desafiar la prohibición de conducir a las mujeres en su país.
El 15 de mayo de 2018, Alhathloul fue detenida y encarcelada. También fueron detenidas otras cinco activistas que luchaban contra la prohibición de conducción a las mujeres y los derechos de las mujeres en general en Arabia Saudita, entre ellas, Eman al-Nafjan y Aziza al-Yousef, Aisha al-Mana, Madeha al-Ajroush y algunos hombres, adherentes a la campaña en contra de la tutela masculina.
El 24 de junio de 2018, un mes después del arresto de Loujain Alhathloul y de las demás activistas del movimiento Women to Drive, terminó la prohibición de conducir para las mujeres y el gobierno saudí esperaba una cobertura positiva en los medios de su movimiento de reforma. Para tener el mérito exclusivo de la medida, el príncipe Mohamed bin Salman quiso que Alhathloul firmase un escrito en el que se retractaba de su pasado activista, pero ella se negó. Sigue por lo tanto encarcelada por un delito ya inexistente. El otro delito referente al sistema de tutela del varón sobre la mujer en asuntos claves como el matrimonio, la herencia, la comparecencia en tribunales o la libertad de movimiento sigue vigente.
Según Amnistía Internacional y los familiares de Alhathloul, en la cárcel sufrió tortura, abusos sexuales y otros malos tratos como periodos de reclusión en régimen de aislamiento. Su juicio iba a comenzar el 13 de marzo de 2020 ante el Tribunal Penal Especializado de Riad, con sesiones a puerta cerrada y prohibición de asistencia a personal diplomático y periodistas, pero fue pospuesto por la pandemia. El 10 de agosto de 2020, la familia de Alhathoul dijo llevar dos meses sin noticias de ella, lo que les hace temer que está siendo torturada como ya pasó en otra ocasión.
El 28 de diciembre de 2020 fue condenada a cinco años y ocho meses de prisión por el tribunal antiterrorista saudí. Tras más de mil días en la cárcel, finalmente fue puesta en libertad -con medidas cautelares, como no viajar- el 10 de febrero de 2021. Alhathloul denunció haber sufrido abusos sexuales, amenazas y torturas bajo custodia; las autoridades lo niegan.

## Premios
- 2019: Bertha-und-Carl-Benz-Preis